# Crocidura gmelini
Crocidura gmelini är en däggdjursart som först beskrevs av Peter Simon Pallas 1811.  Crocidura gmelini ingår i släktet Crocidura och familjen näbbmöss. IUCN kategoriserar arten globalt som livskraftig. Inga underarter finns listade i Catalogue of Life.
Denna näbbmus förekommer i centrala Asien från östra Iran, Afghanistan och västra Pakistan till östra Kazakstan och nordvästra Kina. Habitatet utgörs av halvöknar, buskskogar och stäpper. Arten hittas även i växtligheten intill vattendrag.
Arten blir 5,2 till 7,2 cm lång (huvud och bål) och har en 2,5 till 4,2 cm lång svans. Bakfötterna är 1,1 till 1,4 cm långa. Crocidura gmelini är så en av de minsta arterna i släktet. Den har på ovansidan ljusgrå päls.